# Carlisle, Kentucky
Carlisle är en ort i Nicholas County i delstaten Kentucky, USA. År 2000 hade orten 1 917 invånare. Den har enligt United States Census Bureau en area på 3,3 km², allt är land. Carlisle är administrativ huvudort (county seat) i Nicholas County.